# جاك بيكار
جاك بيكار هو سياسي كندي، ولد في 5 يوليو 1828، وتوفي في 6 يونيو 1905 في كندا. حزبياً، نشط في Conservative Party of Quebec (historical) ‏. وقد انتخب عضو الجمعية الوطنية في كيبك ‏.